# Boris Iwanowitsch Gostew
Boris Iwanowitsch Gostew (russisch Бори́с Ива́нович Го́стев; * 15. September 1927 in Moskau; † 10. August 2015 ebenda) war sowjetischer Finanzminister (1985–1989). Der Industrieökonom Gostew arbeitete seit 1953 im Ministerium für Leichtindustrie. Ab 1959 bis 1963 war er im staatlichen Plankomitee der UdSSR tätig.